# Liste der Kulturdenkmäler in Erzhausen
Die folgende Liste enthält die in der Denkmaltopographie ausgewiesenen Kulturdenkmäler auf dem Gebiet  der Gemeinde Erzhausen, Landkreis Darmstadt-Dieburg, Hessen.
Hinweis: Die Reihenfolge der Denkmäler in dieser Liste orientiert sich zunächst an Ortsteilen und anschließend der Anschrift, alternativ ist sie auch nach der Bezeichnung, der vom Landesamt für Denkmalpflege vergebenen Nummer oder der Bauzeit sortierbar.
Kulturdenkmäler werden fortlaufend im Denkmalverzeichnis des Landes Hessen durch das Landesamt für Denkmalpflege Hessen auf Basis des Hessischen Denkmalschutzgesetzes (HDSchG) geführt. Die Schutzwürdigkeit eines Kulturdenkmals hängt nicht von der Eintragung in das Denkmalverzeichnis des Landes Hessen oder der Veröffentlichung in der Denkmaltopographie ab.

Das Vorhandensein oder Fehlen eines Objekts in dieser Liste ist keine rechtsverbindliche Auskunft darüber, ob es Kulturdenkmal ist oder nicht: Diese Liste entspricht möglicherweise nicht dem aktuellen Stand der offiziellen Denkmaltopographie. Diese ist für Hessen in den entsprechenden Bänden der Denkmaltopographie Bundesrepublik Deutschland und im Internet unter DenkXweb – Kulturdenkmäler in Hessen einsehbar. Auch diese Quellen sind, obwohl sie durch das Landesamt für Denkmalpflege Hessen aktualisiert werden, nicht immer aktuell, da es im Denkmalbestand immer wieder Änderungen gibt.
Eine verbindliche Auskunft erteilt allein das Landesamt für Denkmalpflege Hessen.
Nutze diese Kartenansicht, um Koordinaten in der Liste zu setzen. In dieser Kartenansicht sind Kulturdenkmale ohne Koordinaten mit einem roten bzw. orangen Marker dargestellt und können in der Karte gesetzt werden. Kulturdenkmale ohne Bild sind mit einem blauen bzw. roten Marker gekennzeichnet, Kulturdenkmale mit Bild mit einem grünen bzw. orangen Marker.
| Bild                         | Bezeichnung                          | Lage                                               | Beschreibung | Bauzeit              | Objekt-Nr. |
| ---------------------------- | ------------------------------------ | -------------------------------------------------- | --- | -------------------- | ---------- |
| Gesamtanlage Hauptstraße     | Gesamtanlage Hauptstraße             | Hauptstraße Lage                                   | Kleine Gesamtanlage im Kern des historischen Erzhausen, bestehend aus meist giebelständigen, ein- bis zweigeschossigen Fachwerkhäusern.                 |                      | 821683 DDB |
| weitere Bilder               | Friedhofsmauer und Gefallenendenkmal | Außerhalb 8 LageFlur: 6, Flurstück: 189/2          | Friedhof mit Kriegsgräberfeld | 1854                 | 807801 DDB |
| weitere Bilder               | Bahnhof                              | Bahnstraße 194 LageFlur: 3, Flurstück: 6/1         | Zweigeschossiges Bahnhofs-Empfangsgebäude in historischen Formen mit halbrundem Treppenturm.                                                            | 1924                 | 15005 DDB  |
| Forsthaus Bayerseich         | Forsthaus Bayerseich                 | Forsthaus Bayerseich 1 LageFlur: 3, Flurstück: 4/3 | Großherzogliches, heute staatliches Forsthaus. Dreiseithof aus giebelständigem Wohnhaus, Scheune und schmalem Nebengebäude.                             | 1858, 1910 umgebaut  | 821682 DDB |
| Fachwerkhaus                 | Fachwerkhaus                         | Hauptstraße 9 LageFlur: 1, Flurstück: 272/1        | Giebelständiges, zweigeschossiges Wohnhaus mit weitgehend erhaltenem, konstruktivem Fachwerkgefüge und Krüppelwalmdach.                                 | um 1800              | 15006 DDB  |
| Ehemalige Schillerschule     | Ehemalige Schillerschule             | Hauptstraße 12 LageFlur: 1, Flurstück: 282/3       | Giebelständiges, in Sandsteinquadermauerwerk errichtetes Gebäude mit neuerem Anbau.                                                                     | 1863, 1904 erweitert | 95228 DDB  |
| weitere Bilder               | Evangelische Pfarrkirche             | Hauptstraße 23 LageFlur: 1, Flurstück: 281/3       | Einschiffiges Kirchengebäude mit eingezogenem Dreiseitchor, spitzbogigen Fenstern und achtseitigem Dachreiter mit geschweifter Haube.                   | 1565                 | 15007 DDB  |
| Fachwerkwohnhaus             | Fachwerkhaus                         | Hauptstraße 30 LageFlur: 1, Flurstück: 151         | Zweigeschossiges Fachwerkwohnhaus mit kleinem Krüppelwalm.                                                                                              | 18. Jahrhundert      | 15008 DDB  |
| Lessingschule (Hauptgebäude) | Lessingschule                        | Lessingstraße 1 LageFlur: 1, Flurstück: 282/6      | Zweigeschossiger, lang gestreckter Schulbau mit Flachdach. Gestaltet durch seine gereihten Fenster mit abwechselnd hoch und tief angeordneten Sprossen. | Nach 1950            | 95231 DDB  |